# الكرة الطائرة

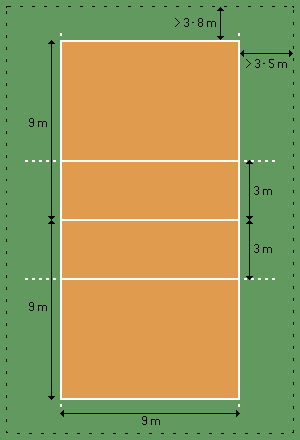
ملعب الكرة الطائرة

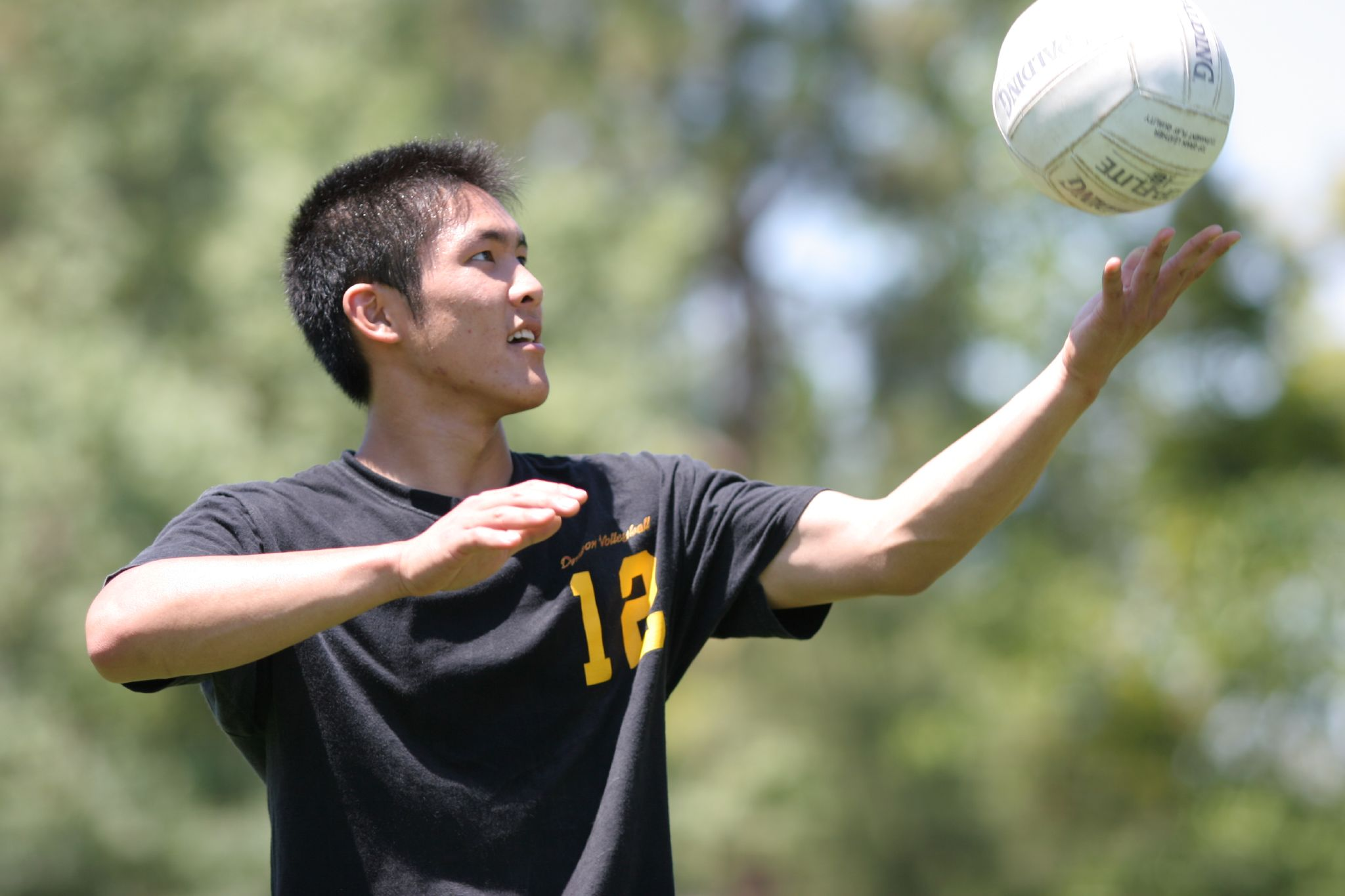
لاعب يستعد ليسدد إرسالا

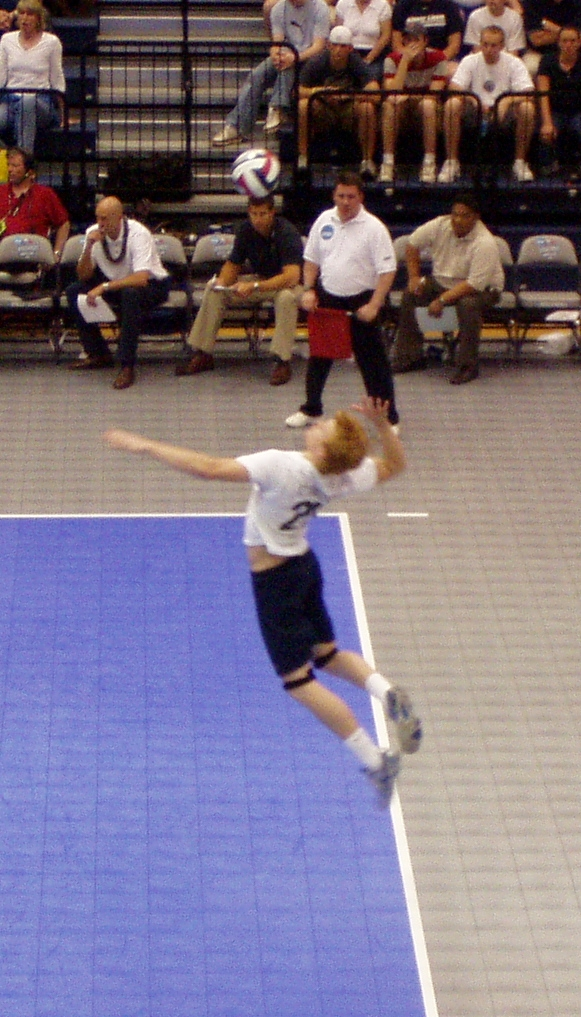
الإرسال في كرة الطائرة.

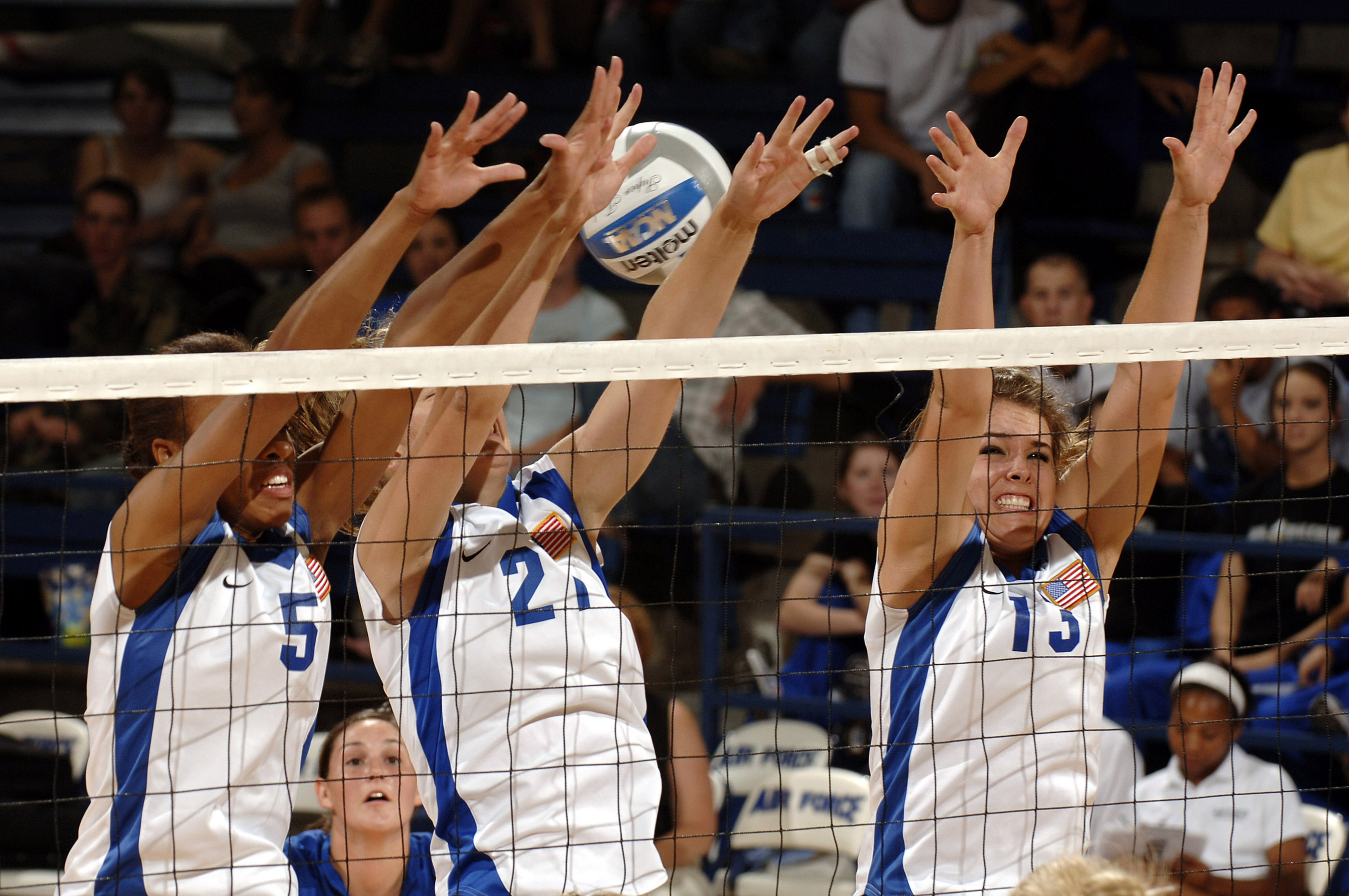
3 لاعبين يقومون بحائط صد

الكرة الطائرة (بالإنجليزية: Volleyball)‏ هي إحدى أكثر الرياضات العالمية شعبية. يلعب فيها فريقان تفصل بينهما شبكة عالية. على الفريق ضرب الكرة فوق الشبكة لمنطقة الخصم. لكل فريق ثلاث محاولات لضرب الكرة فوق الشبكة. تحسب نقطة للفريق حينما تضرب الكرة أرضية الخصم، أو إذا تم ارتكاب خطأ، أو إذا أخفق الفريق في صد الكرة وإرجاعها بشكل صحيح.
أول دولة مارست اللعبة بعد الولايات المتحدة الأمريكية كانت كندا في عام 1900. تعدّ هذه الرياضة الآن من أكثر الرياضات شعبية في البرازيل، ومعظم دول أوروبا وبالأخص إيطاليا وهولندا وصربيا، بالإضافة إلى روسيا وبعض الدول في قارة آسيا.

## لمحة تاريخية

### أصل اللعبة

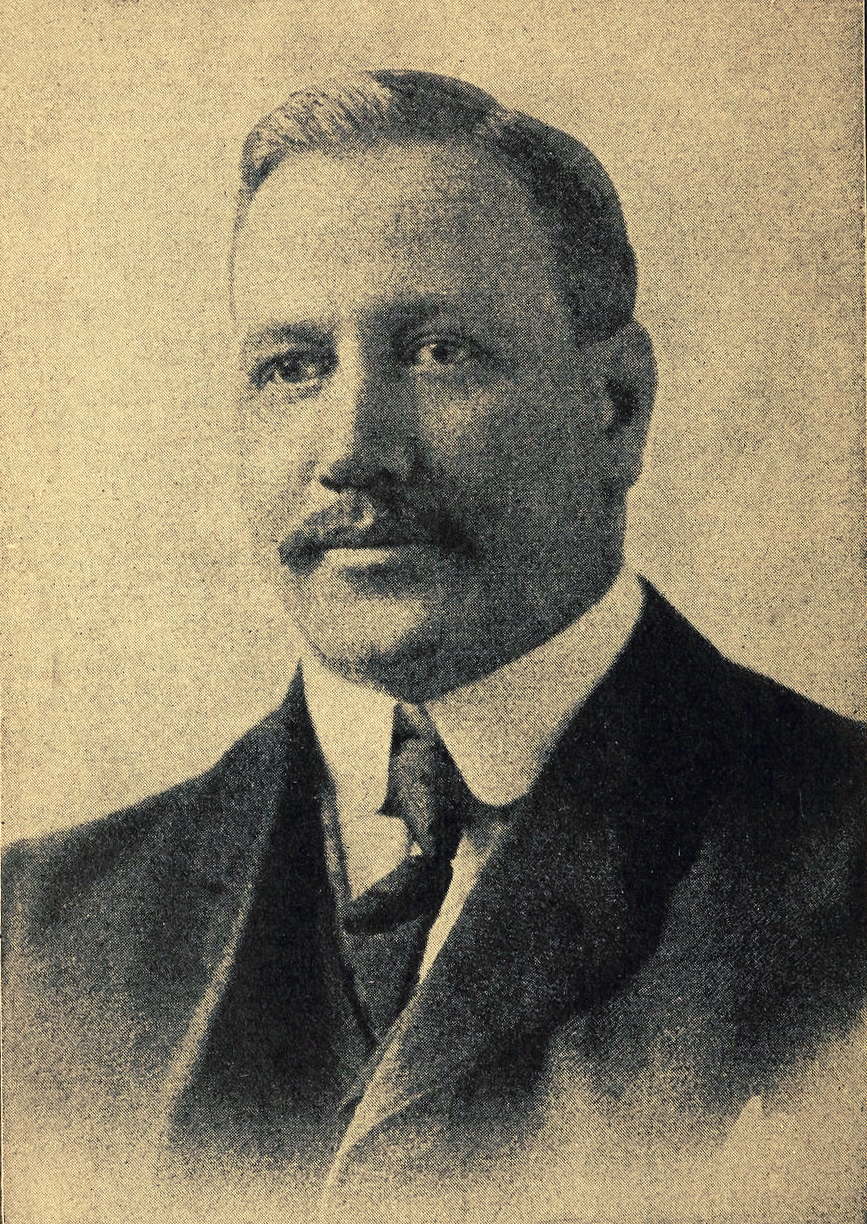
ويليام جورج مورغان.

في 9 فبراير عام 1895م، في مدينة هوليوك، ماساتشوستس أنشأ ويليام جورج مورغان مدير التربية البدنية في اتحاد YMCA لعبة رياضية جديدة أطلق عليها اسم مينتونيت لتمضية الوقت بشكل مسلٍ، وفضّل أن تمارس هذه اللعبة داخل الصالات وبأي عدد من اللاعبين. أخذت اللعبة بعضاً من خصائصها من البادمينتون، التنس وكرة اليد، في الوقت الذي كانت فيه كرة السلة رياضة جديدة. تم إنشاء كرة الطائرة على أساس أنها الرياضة الداخلية الأقل خشونة من كرة السلة المناسبة لأعضاء اتحاد YMCA.

### التطورات اللاحقة
القوانين الأولى للرياضة التي ابتكرها وليام اشترطت وجود شبكة على ارتفاع 1,98 م، وسط ساحة اللعب التي يجب أن يكون طولها 15,2 م على 7,6 م. وعدد اللاعبين محدد، يتبارون في مباراة مكونة من 9 استقبالات و 3 إرسالات لكل فريق. وحتى عام 1900م لم تصنع كرة خاصة بكرة الطائرة وكذلك لم تكن قوانين اللعبة في تلك الفترة بالشكل الذي نعرفه اليوم. بعد أول عرض للعبة في عام 1896 استبدل اسم الرياضة إلى «فوليبول» (volleyBall) بمعنى كرة الطائرة الحالي. ومن ثم طرأ على الرياضة العديد من التغييرات في القواعد (كما هو الحال مع كرة السلة).

### كرة الطائرة في الأولمبياد
تأسس الاتحاد العالمي لكرة الطائرة (FIVB) عام 1947، وأول بطولة عالمية للرجال أقيمت في عام 1949، بينما كانت أول بطولة عالمية للسيدات في عام 1952. أضيفت الكرة الطائرة إلى الألعاب الأولمبية في عام 1964 الأوليمبيّة لأوّل مرّة في طوكيو، وكانت منذ ذلك الحين رياضة رئيسية في تلك الدورة. تم إنشاء رياضة الكرة الطائرة الشاطئية عام 1986 والتي تعدّ رياضة مشابهة إلى كرة الطائرة العادية إلى حد كبير رغم الاختلاف في عدد اللاعبين. أضيفت الكرة الطائرة الشاطئية إلى برنامج الألعاب الأولمبية الصيفية في عام 1996 في أطلانطا.

## قواعد اللعبة

### الملعب
تتكون منطقة اللعب من الملعب والمنطقة الحرة ويجب أن تكون منطقة اللعب مستطيلة ومتماثلة
الملعب مستطيل الشكل، طوله ثمانية عشر مترا، وعرضه تسعة أمتار، تخطط أرضه بخطوط واضحة عرضها 5 سم، يقسم الملعب إلى قسمين مربعين متساويين، طول ضلع المربع تسعة أمتار، يفصل بينهما خط المنتصف يرسم على مسافة ثلاثة أمتار من خط المنتصف من كل جانب خط مواز لخط المنتصف، يقسم كل مربع إلى منطقتين، تسمى المنطقة القريبة من الشبكة بالمنطقة الهجومية، والمنطقة الثانية بمنطقة الدفاع.
تحدد منطقة الإرسال بخط طوله 15 سم ويبعد عن خط النهاية 20 سم، ويفضل أن تلعب الكرة الطائرة في صالة مغلقة ارتفاع سقفها لا يقل عن سبعة أمتار.
المنطقة الحرة: وهي تحيط بالملعب من جميع الجهات ويكون طولها من خطي الجانب من ثلاثة أمتار كحد أدنى وخمسة أمتار كحد أقصى ومن خطي النهاية ثلاثة أمتار كحد أدنى وثمانية أمتار كحد أقصى.
الشبكة طولها تسعة أمتار ونصف المتر كحد أدنى أو عشرة أمتار كحد أقصى وعرضها متر واحد، على جانبيها عمودان من مادة الفيبر جلاس، طول العمود 2.80 متر، وارتفاع الشبكة 2.43 متر للرجال و 2.24 متر للسيدات.

### الكرة
كرة متوسطة أصغر من كرة القدم واخف وزنا منها ووزن الكرة من 260 جرام إلى 280 جرام ومحيط الكرة من 65 سم إلى 67 سم وضغط الهواء داخل الكرة من 0.30 إلى 0.325 كجم/سم2

### طريقة اللعب
يجب على اللاعب ان يتمكن من ضرب الكرة إلى ساحة الخصم في مكان واحد أو على شخص ما مباشرة، وتكون أكثر الضربات تأثيراَ عندما تهيأ الكرة من أحد أعضاء الفريق إلى المهاجم ويقوم الأخير بضربها بسرعة فائقة ودقة عالية.

### النقاط
يحصل الفريق على نقطة عندما ينجح في رمي الكرة فوق الشبكة لتلامس أرضية ساحة الخصم، أو عندما يرتكب الفريق الخصم خطأ، أو عندما يحصل الفريق الخصم على عقوبة من أي نوع كانت.إذا رمي الفريق الكرة خارج أرضية الخصم تحسب نقطة للفريق الآخر.
الأخطاء
يحسب خطأ على الفريق عندما يقوم أي من أعضائه بتصرف مخالف لقواعد اللعبة، أو منافٍ للأخلاق الرياضية. ويكون الحكم مسؤولا عن تقييم درجة الخطأ.إذا تم ارتكاب خطأين أو أكثر بالتعاقب، فيحتسب الخطأ الأول فقط. وإذا ارتكب أي من الفريقين خطأين أو أكثر بشكل متزامن فيتم احتساب خطأ مزدوج ضده، ويُعاد الإرسال. يمنع لمس الشبكة ولا يحسب أي شيء عندما تلمس الكرة الشبكة
ويحصل الفريق على نقطة إذا نجح في تمرير الكرة من ساحته إلى ساحة خصمه ولم يستطع الخصم ردها، ويواصل الإرسال إلى ان يستطيع الفريق الخصم رد الكرة ويحصل على نقطة وينتقل الإرسال اليه. ويفوز الفريق بالشوط (عدا الشوط الخامس الحاسم)، إذا حصل على 25 نقطة وبتقدم لا يقل عن نقطتين، مثلا (25 – 23). وفي حالة تعادل الفريقين 24 – 24 لكل منهما، يستمر شوط المباراة إلى ان يتقدم أحد الفريقين بالنقطتين المطلوبتين، ويفوز (26 – 24) أو (27 – 25)، على سبيل المثال. وللفوز بالمباراة، يتعين على أحد الفريقين ان يفوز أربعة اشواط، وإذا تعادل الفريقان 2-2، فتحسم المباراة باللجوء إلى شوط خامس حاسم من 15 نقطة، ويتعين ان يتقدم الفائز بنقطتين على الاقل.

### المدافع الحر
يلعب المدافع الحر "libero" الليبرو في الخط الخلفي، ويمتلك تحكماً دقيقاً في الكرة، ويجب أن يكون المدافع الحر مرسلاً ومدافعاً بارعاً، ويجب أن يتحرك في جميع أنحاء الملعب؛ بهدف إبقاء الكرة في الهواء، وعدم السماح بسقوطها على أرضية ملعبه حتى لا يحتسب هدفاً للفريق الخصم.

## المهارات
- المهارة الأولى هي الإرسال
- يليها بعد ذلك الاستقبال
- ثم التمرير أو الاعداد بانواعه كاملة واتجاهاته
- ثم يلي ذلك الضرب الساحق أيضا بانواعه
- وحائط الصد بنوعيه الدفاعي والهجومي
- واخيرا هي مهارة الدفاع عن الملعب
- وهناك تصنيفات تقترح إضافة التحركات ووقفات الاستعداد كمهارة فبذلك تصبح 7 مهارات

### الإرسال
أنواع الإرسال:
1. الإرسال من الأسفل: يعدّ هذا الإرسال أسهل أنواع الإرسال كما انه يعدّ النوع الأساسي بالنسبة للمبتدئين حيث انه يحتاج إلى قوة بسيطة في عملية أدائه ولا يوجد بالنسبة لأفراد الفريق المنافس أي صعوبة في الدفاع عنه بسبب بطء مسار الكرة في اتجاهها إلى ملعب الخصم ولذلك نرى انه يجب على اللاعبين اتقان أدائه اتقانا تاما.
2. الإرسال الجانبي: يتشابه هذا النوع من الإرسال في سهولة أدائه مع الإرسال المواجه من أسفل ويعدّ من الأنواع المفضلة للسيدات والناشئين بالنسبة لقلة القوة اللازمة للضرب بفضل مرجحة الذراع للخلف مسافة كبيرة.
3. الإرسال من الأعلى: هو أكثر أنواع الإرسال انتشارا واستعمالا حيث إنه يعدّ إرسالا هادفا أي أنه يسهل للاعب توجيه الكرة والتحكم فيها ويمكن أداؤه بضربة قوية تؤثر على صعوبة وفشل استلامه، كما أن حركة أدائه متشابهة لحركة أداء الضرب الساحق ويعدّ خطوة تعليمية سابقة لها.

## تشكيلة الفريق
يتكون فريق الكرة الطائرة من 12 لاعباً، 6 رسميين و 6 احتياط، ومدرب ومساعد مدرب، ومدرب لياقة، وطبيب رياضي.
قيادة الفريق:
يعدّ كابتن الفريق والمدرب، مسؤولين عن أسلوب لعب وتصرفات الفريق عموما.

## خطط واستراتيجيات

### تشكيلات اللاعبين
هناك تكوينات ثلاثة قياسية للكرة الطائرة وهي "4-2" و "6-2" و "5-1".
4-2 هو تشكيل أساسي يستخدم فقط في لعب المبتدئين، في حين أن 5-1 هو إلى حد بعيد التشكيل الأكثر شيوعًا في اللعب عالي المستوى.

## الألعاب المشابهة
- كرة الطائرة الشاطئية.